# Vauxhall Cavalier
La Vauxhall Cavalier était une voiture familiale produite à Luton, par le constructeur automobile anglais Vauxhall de 1975 à 1995. La première génération et la seconde génération de Cavalier, produites entre 1975 et 1981 puis de 1981 à 1988, étaient basées sur les seconde et troisième génération d'Opel Ascona avec quelques différences. La troisième et dernière génération, produite entre 1988 et 1995, était en tout points identique à l'Opel Vectra.

## Première génération (1975-1981)

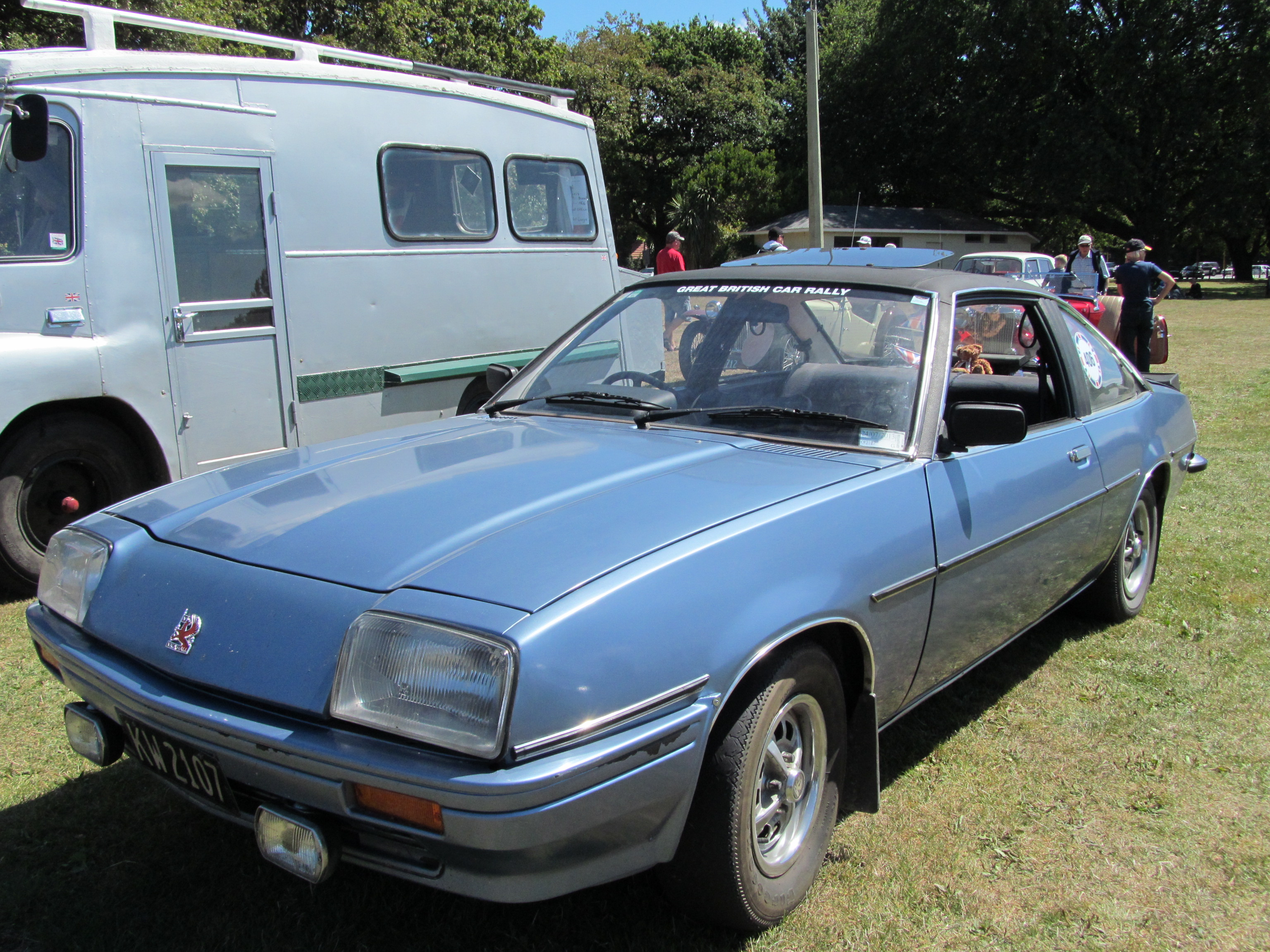
Vauxhall Cavalier A Coupé

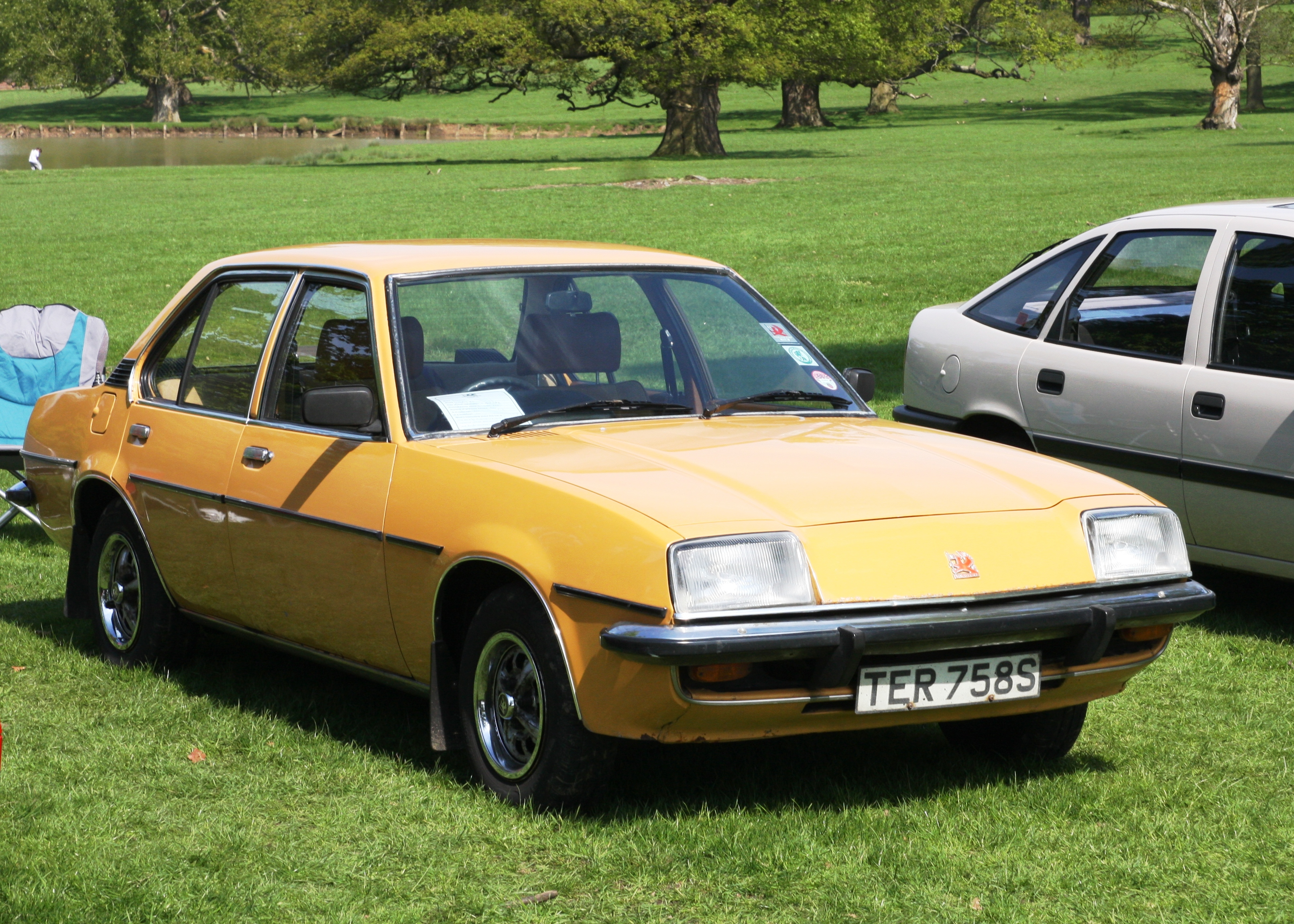
Vauxhall Cavalier A Berline

## Seconde génération (1981-1988)

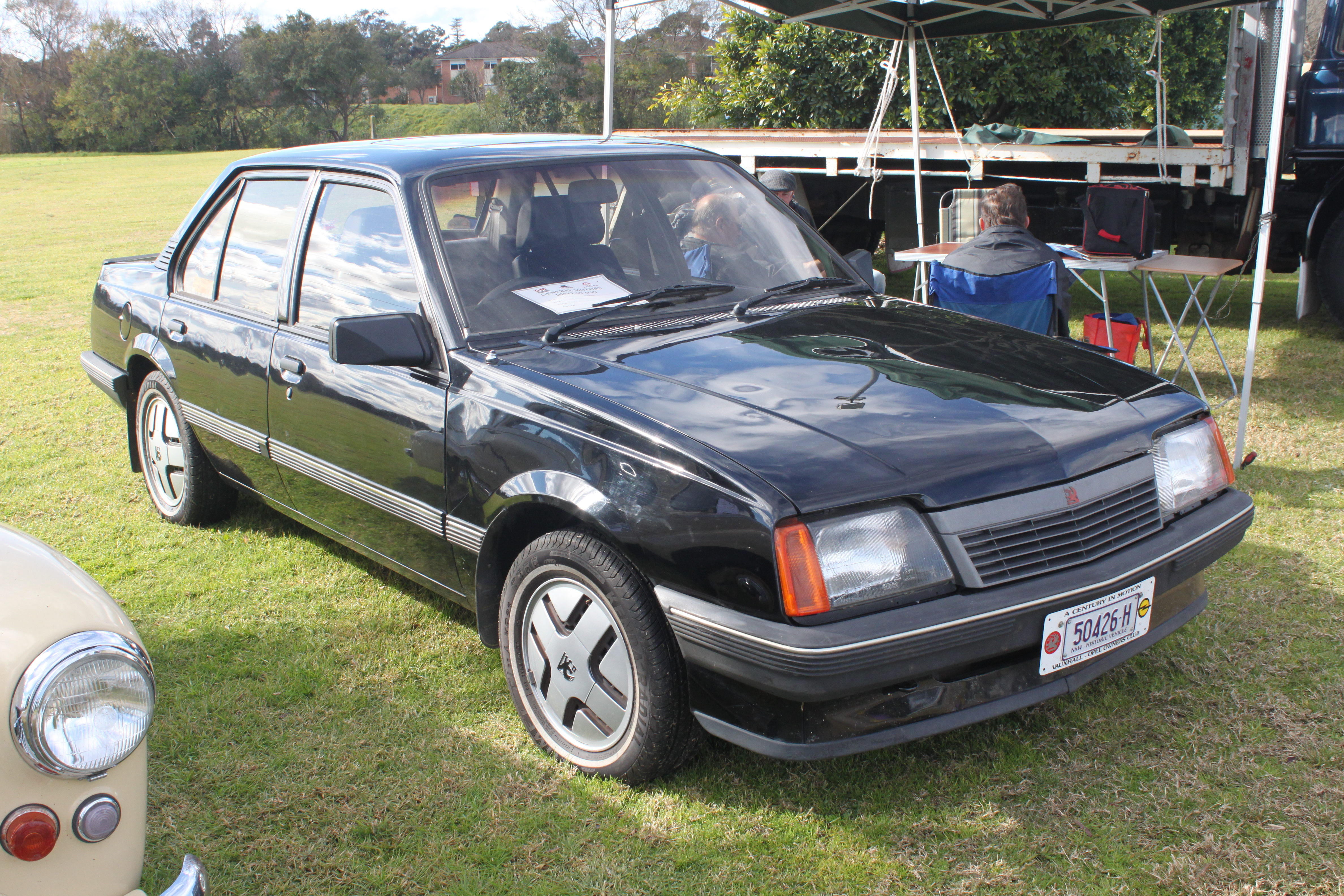
Vauxhall Cavalier B

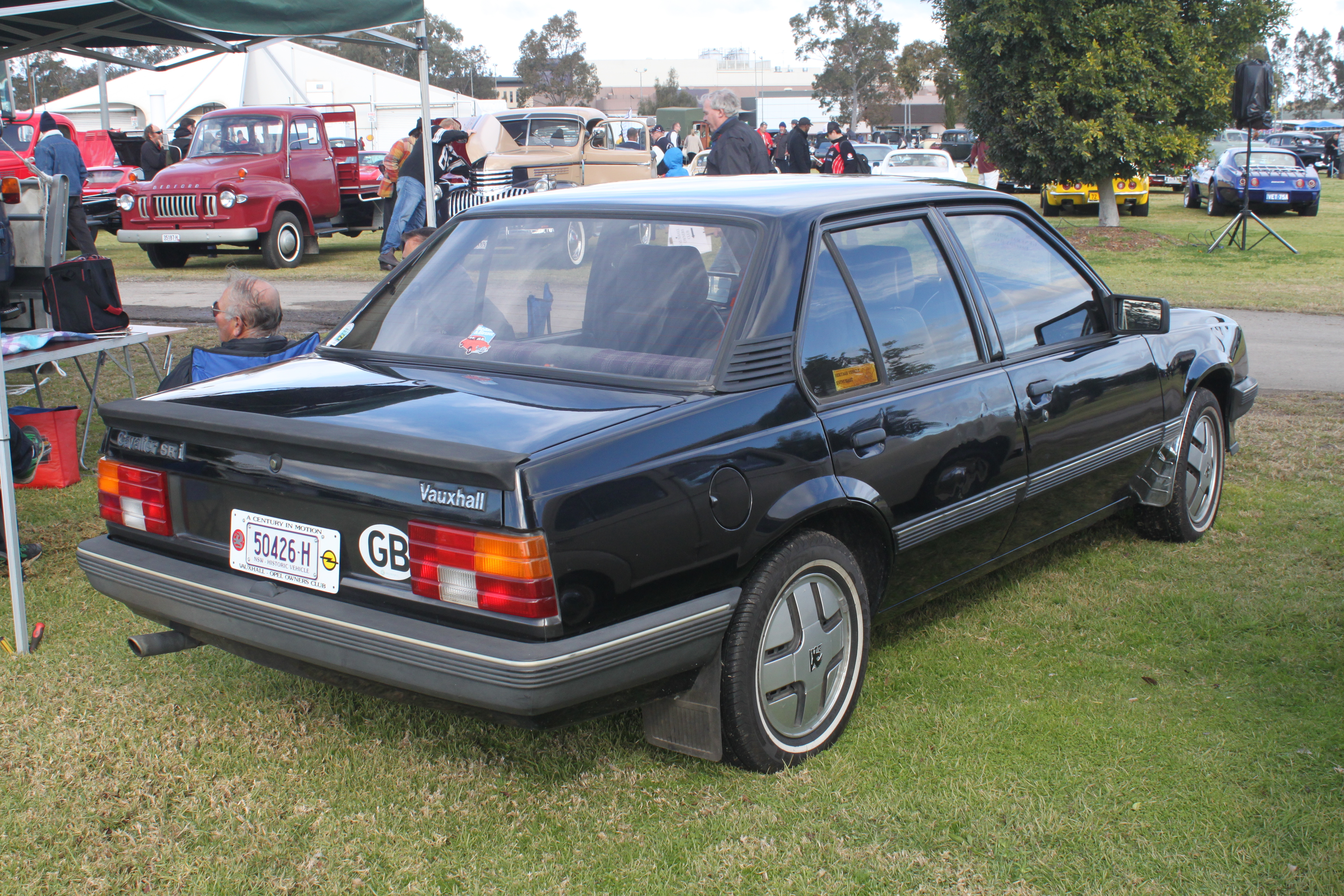
Vauxhall Cavalier B

## Troisième génération (1988-1995)

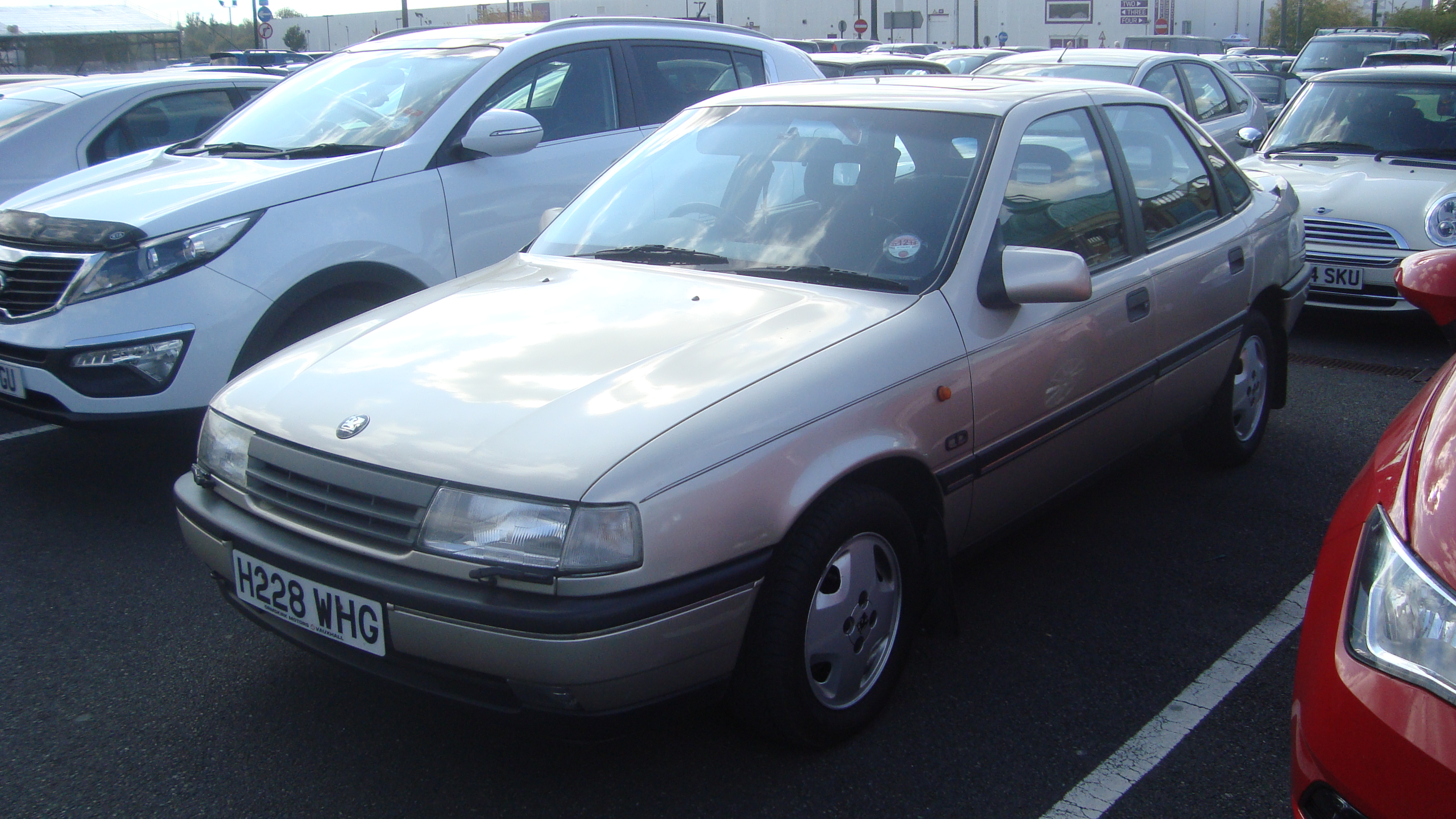
Vauxhall Cavalier C

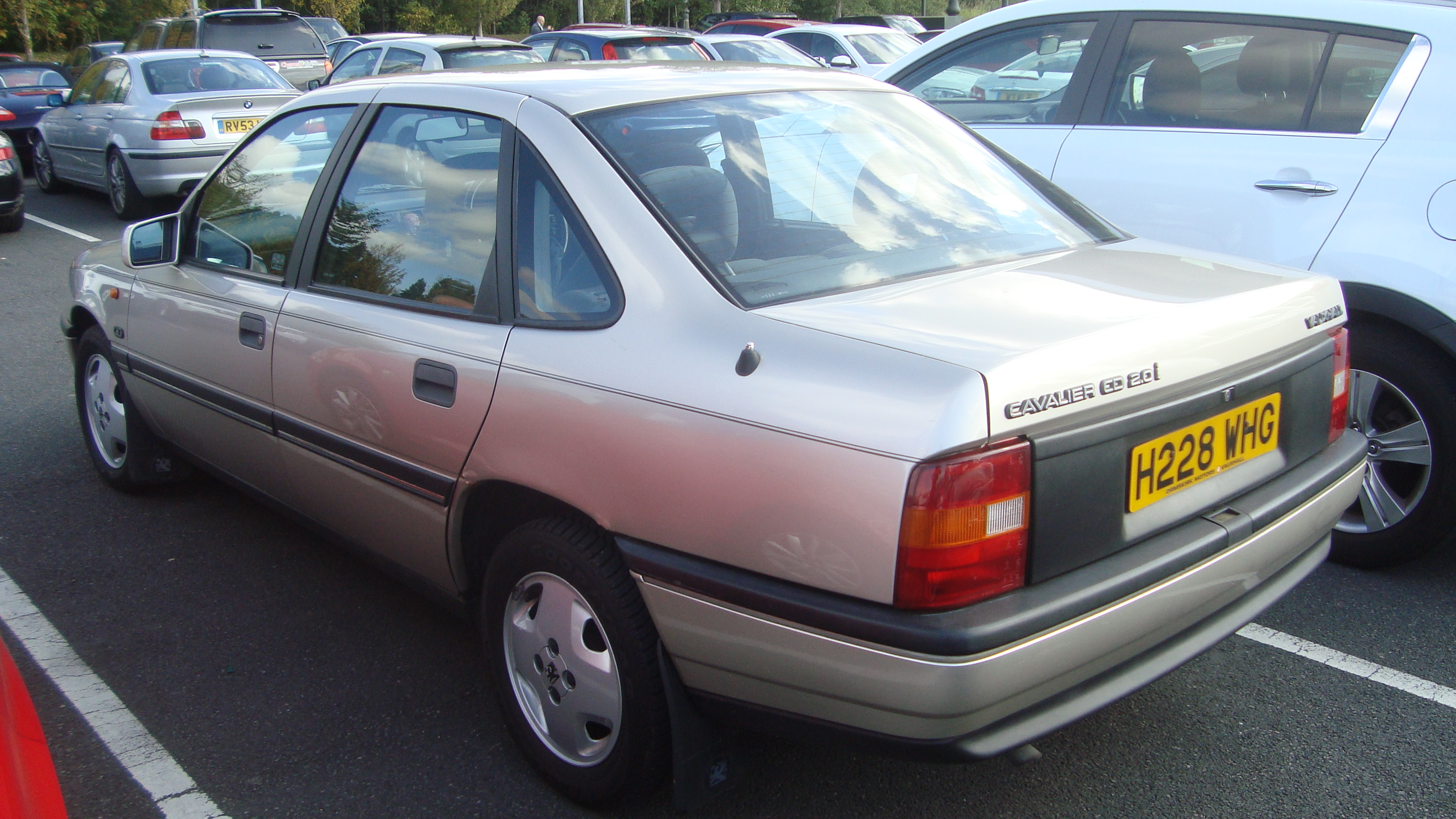
Vauxhall Cavalier C